# Osmund

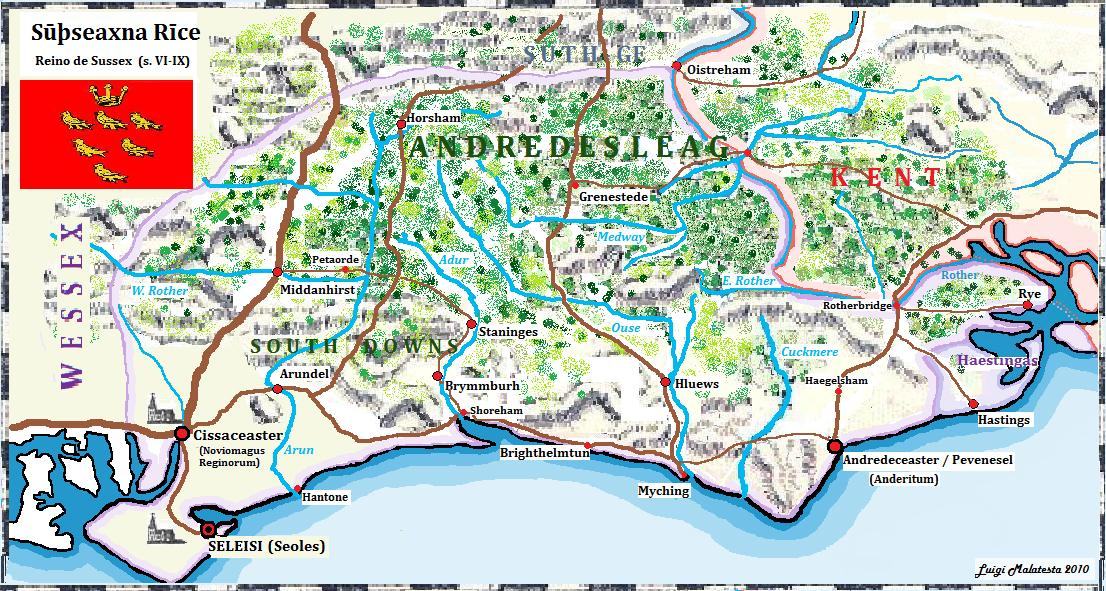
Sussex in angelsächsischer Zeit

Osmund (auch Osmundus; fl. 758/765–772) war ein Herrscher des angelsächsischen Königreiches Sussex in der zweiten Hälfte des 8. Jahrhunderts.

## Leben
Die Chronologie ist wegen der schwachen Quellenlage des 8. Jahrhunderts für Sussex sehr unsicher. Einige Chartas bilden die einzige Informationsquelle zu seinen Lebensdaten. Seine Herkunft ist unbekannt. Sussex stand seit dem Ende des 7. Jahrhunderts deutlich im Schatten des Nachbarreiches Wessex.
Osmund bestieg um 758 oder 765 den Thron und herrschte vermutlich gemeinsam mit Ealdwulf, Ælfwald und Oslac. Urkundlich ist er als König erstmals 765 nachweisbar. Auf dieses Jahr wurde eine Landschenkung Osmunds an seinen comes Wealhhere zum Bau einer Klosterkirche datiert. Eine undatierte, aber vermutlich um 770/772 entstandene Charta, unterzeichnete Osmund als rex (König).
Während seiner Regierungszeit wurde Wessex von Mercia unter König Offa (757–796) als englische Hegemonialmacht abgelöst. Offa erlangte um das Jahr 764 die Oberherrschaft über das Königreich Kent und setzte Ecgberht II. (um 764–779/784) im westlichen und Heahberht (764/765–?) im östlichen Kent als Vasallenkönige ein. Auch auf Sussex nahm der Druck immer weiter zu. Anfang der 770er Jahre wurde die politische Lage in Sussex offenbar instabil, was Offa für sich nutzte. Im Jahr 771 besiegte Offa aus Kent kommend die Hæstingas im Osten von Sussex und unterwarf dann das gesamte Königreich Sussex. Eine aus dem Jahr 770 stammende Charta Osmunds wurde später von dux Ealdwulf und Offa bestätigt. Offa konnte im Jahr 772 über Ländereien in Sussex nach eigenem Ermessen verfügen. Die einstigen Könige (Oswald, Osmund, Ælfwald und Oslac) trugen in einer Charta, die sie als Zeugen unterschrieben, nur noch den Titel Dux bzw. Ealdorman. In dieser Charta trägt Oswald den Titel dux Suðsaxorum (Ealdorman der Süd-Sachsen). Einige Historiker leiten daraus eine gewisse Vorrangstellung gegenüber den anderen duces ab. Mit dem Jahr 772 verschwand Osmunds Name aus den Urkunden. Sein Todesjahr ist unbekannt.

## Ehrung
Der botanische Name Osmunda für die Gattung der Königsfarne wurde zu Ehren des angelsächsischen Herrschers vergeben.